# Dreyeckland

Karte

Das Dreyeckland ist eine Region, die im Dreiländereck Deutschland-Frankreich-Schweiz bei Basel grenzenüberschreitend das Elsass, die Nordwestschweiz und Südbaden umfasst: sie verbindet neben den vor allem mit der alemannischen Mundart gemeinsamen Kultur- und benachbarten Wirtschaftsräumen (z. B. Weinbau) auch eine ähnliche Umwelt, Natur und Landschaft. Die Bezeichnung Dreiland ist ebenfalls im Gebrauch, vor allem außerhalb des politischen Kontexts, in dem Dreyeckland aufgekommen ist.
Für die Geographie der Region sind vor allem die prägenden drei verschiedenen Bergkuppen namens „Belchen“ zu nennen, die ein astronomisches System, das „Belchendreieck“ bilden: Elsässer, Schwarzwälder sowie Schweizer Belchen (Belchenflue). Mit dem „Kleinen“ (Kahler Wasen, Petit Ballon) und „Großen“ Belchen (Grand Ballon, höchster Berg der Vogesen) bilden die nun fünf Bergkuppen das „Belchen-System“. Zu den ebenfalls grenzüberschreitend prägenden Bergen mit dazu noch ähnlichem Namen zählen zusätzlich zwei „Blauen“: der „Hochblauen“ bei Badenweiler, Hausberg des Markgräflerlands sowie der Blauen (ca. 12 km südwestlich von Basel) des schweizerischen Jura.
Das Zusammengehörigkeitsgefühl der Bevölkerungen in diesen drei Landesteilen entwickelte sich auf dem Hintergrund der anderen Gemeinsamkeiten seit Beginn der 1970er-Jahre verstärkt durch eine gemeinsame Umwelt- und Anti-Atomkraft-Bewegung, vor allem beim Kampf und Widerstand gegen die links und rechts des Flusses am Hoch- und Oberrhein geplanten, aber nur teilweise gebauten Kernkraftwerke Beznau (CH), Fessenheim (F, Elsass), Kaiseraugst (CH), Schwörstadt (D, „KKW Hochrhein“) sowie Wyhl (D, „KKW Süd“, Kaiserstuhl).
Ein wichtiger Impuls für die Idee vom Dreyeckland kam aus der grenzüberschreitenden Kulturszene am Oberrhein. Das Dreyeckland-Lied aus dem Jahr 1976 von François Brumpt war eines der wichtigsten elsässischen Lieder im Protest gegen das AKW Wyhl und das Bleiwerk Marckolsheim.
"Mir keije mol d Gränze über de Hüfe und danze drum erum"
"Wir werfen einmal die Grenzen über den Haufen und tanzen drumherum"
François Brumpt 1976
Das Lied erzählt die Geschichte der Menschen und die Geschichte der Herren am Oberrhein, in Elsass und Baden. In einer Zeit, in der die Menschen noch bei jedem Grenzübertritt kontrolliert wurden, stand es auch und gerade für den Traum von einem Dreyeckland in einem grenzenlosen Europa.
Das freie Radio Dreyeckland ist aus dieser Anti-Atomkraft-Bewegung zunächst als Piratensender Radio Verte Fessenheim entstanden und nunmehr als ältestes nicht-kommerzielles privates Radio Deutschlands seit 1977 in Betrieb.
Seit vielen Jahren arbeitet man in einem Europa der Regionen in den verschiedenen Landesteilen an einem regionalpolitischen Zusammenwachsen, um eine möglichst abgestimmte und gemeinsame Wirtschafts-, Struktur- und Umweltpolitik zu gestalten, z. B. in der Oberrheinkonferenz, bei der Regio Basiliensis und der RegioTriRhena, im Trinationalen Eurodistrict Basel sowie bei der Trinationalen Metropolregion Oberrhein.
Konkrete Projekte sind bzw. waren z. B.
- die grenzüberschreitende Ausrichtung der Internationalen Bauausstellung 2020 (IBA) in Basel (CH) mit einem im März 2015 erstmals öffentlich präsentierten trinationalen Entwicklungskonzept der Städte Basel, Huningue (mit Saint-Louis, F) und Weil am Rhein (D) namens 3Land.[3][4]

sowie viele weitere (Kunst)-Aktionen, Initiativen und Institutionen.